# Grupo Últimas Noticias
El Grupo Últimas Noticias (anteriormente conocido como Cadena Capriles) es un conglomerado venezolano de medios de comunicación conformado por periódicos, revistas y portales informativos, además de una fundación. Anteriormente era conocido como la "Cadena Capriles". El Grupo Últimas Noticias tiene su sede en Caracas. Es propiedad de Hanson Asset Management, una banca de inversión ubicada en Londres.

## Historia
El grupo tiene sus orígenes en 1941 cuando un grupo de periodistas fundaron el diario Últimas Noticias. En 1948, el empresario de ascendencia judía, Miguel Ángel Capriles Ayala, adquirió la totalidad de las acciones de Últimas Noticias. En 1955, Capriles compró el diario La Esfera y las revistas Venezuela Gráfica, Páginas y Élite. 
El 3 de febrero de 1958, Miguel Ángel Capriles Ayala comenzó a publicar el diario vespertino El Mundo. En 1966, creó en Maracaibo el Diario Crítica, el cual circuló hasta la década de 1990. En 1967 elgobierno de Raúl Leoni allana los talleres de la Cadena Capriles y arresta a sus editores, bajo los cargos de conspiración.
En 1970, salió la Revista Dominical encartada dentro de Últimas Noticias. También apareció en ese año la revista hípica Hipódromo. Posteriormente surgió el diario El Vespertino en Maracaibo (1974). En 1976, fue adquirida la revista Kena. Otras publicaciones aparecen como Deportes, Kábala y Alarma en 1978.
Tras la muerte de Miguel Ángel Capriles Ayala en 1996, se inició un conflicto sucesoral entre dos hijos de Capriles que duró varios años. Finalmente Miguel Ángel Capriles López quedó como presidente de la cadena. En 1999, empieza a publicarse Tricolor, luego denominado La Cadena Tricolor, un periódico infantil, encartado en Últimas Noticias. Un año después, nació el sitio web www.cadenaglobal.com. En 2004, surgió el diario deportivo Líder
En 2009, el diario El Mundo deja de ser vespertino y se transforma en un diario matutino especializado en economía y finanzas adquiriendo el nombre El Mundo Economía y Negocios. En 2012, sus rotativas cambian de sede mudándose desde la Torre de la Prensa en los alrededores del Panteón Nacional al sector La Urbina, municipio Sucre, estado Miranda.
El 3 de junio de 2013, se anunció la venta de la Cadena Capriles debido a la falta de rentabilidad de las empresas de la cadena. El nuevo dueño es Latam Media Group, el cual pertenece a la banca de inversión británica Hanson Asset Management. En junio de 2014, la Cadena Capriles cambió su nombre por el de Grupo Últimas Noticias.

## Marcas actuales del grupo
- Últimas Noticias: diario generalista.
- El Mundo, Economía y Negocios: diario de temas económicos y de negocios.
- Líder: diario deportivo.
- Revista Dominical: revista encartada los domingos en el diario Últimas Noticias. Ofrece información sobre moda, belleza, salud y entretenimiento.
- Editorial Saber: produce materiales bibliográficos de diversos contenidos temáticos.
- ProGamers.Life: Página web orientada a la industria de los videojuegos, deportes electrónicos, tecnología, películas, series, anime y entretenimiento.
- UN24: Canal de televisión por internet de noticias y actualidad sobre Venezuela y el mundo.